# Divizare cu balamale

Animație în buclă a divizărilor articulate de la un triunghi echilateral la un pătrat, apoi la un hexagon, apoi înapoi la triunghi. Se observă că lanțul de piese poate fi conectat în întregime într-un inel în timpul rearanjării de la pătrat la hexagon.

În geometrie o divizare cu balamale, cunoscută și sub denumirea de divizare Dudeney, este un fel de divizare geometrică în care toate piesele sunt conectate într-un lanț prin puncte „articulate”, astfel încât rearanjarea de la o formă la alta poate fi efectuată menținând lanțul continuu, fără a întrerupe niciuna dintre conexiuni. De obicei, se presupune că se permite suprapunerea pieselor în procesul de rearanjare; proces numit de divizare cu balamale.

## Istoric

Divizarea lui Dudeney la trecerea de la triunghi la pătrat

Animație cu divizarea articulată de la hexagramă la triunghi și apoi la pătrat

Conceptul de divizări cu balamale a fost popularizat de autorul puzzle-urilor matematice, Henry Dudeney. El a introdus celebra divizare cu balamale a unui pătrat într-un triunghi (în imagine) în cartea sa din 1907, The Canterbury Puzzles. Denumirea „cu balamale” provine din modelul din lemn de mahon cu balamale de alamă, cu care a prezentat în 1905 construcția la Royal Society. Teorema Wallace–Bolyai–Gerwien, demonstrată pentru prima dată în 1807, afirmă că oricare două poligoane cu arii egale trebuie să aibă o divizare comună. Totuși, întrebarea dacă două astfel de poligoane trebuie să aibă în comun și o divizare „articulată” a rămas deschisă până în 2007, când Erik Demaine ș.a. au demonstrat că trebuie să existe întotdeauna o astfel de divizare cu balamale și au furnizat un algoritm pentru obținerea ei. Această demonstrație este valabilă chiar și în ipoteza că piesele nu se pot suprapune în timpul rearanjării și poate fi generalizată la orice pereche de figuri tridimensionale care au o divizare comună. Însă în spațiul tridimensional nu se garantează că piesele se pot rearanja fără a se suprapune.

## Alte divizări cu balamale

Transformarea unui pătrat în pentagon

Alte tipuri de „balamale” au fost luate în considerare în contextul divizărilor. O divizare cu balama răsucită este una care utilizează o „balama” tridimensională care este plasată pe laturile pieselor, în loc să fie plasată în vârfurile acestora, permițându-le să fie „răsucite” tridimensional. Până în 2002 întrebarea dacă două poligoane trebuie să aibă o disvizare comună cu balamale răsucite încă nu era rezolvată.